# 桥头集镇
桥头集镇，是中华人民共和国安徽省合肥市肥东县下辖的一个乡镇级行政单位。

## 行政区划
桥头集镇下辖以下地区：
桥头集社区、山王集社区、复兴社区、三站社区、大韩社区、淝光社区、桥青社区、桐山村、龙泉村、桥安村、太平村、梅山村、刘集村、小韩村、红光村、仙垱村、龙光村、马龙山村、城山村、竹塘村和国光村。